# Masud Sad Salman
Masud Sad Salman jedan je od slavnih pesnika iz seldžučkog doba. Izvanredno je poznavao ondašnje filozofske i matematičke nauke i to je jasno uočljivo u stihovima koje je ostavio za sobom.‍:pp. 439.. Prema Hedajatu, 1072. godina je zabeležena kao datum Asadijeve smrti‍:pp. 211.‍:pp. 530.
Masud Sad Salman je svoju pesničku karijeru proveo u drugoj polovini XI i početnim godinama iz XII veka. Nadimci su mu „Sad ad-davle“ i „Sad ad-din“, a bio je poznat kao Ibn Sad Salman. Avfi tvrdi da je on rođen u Hamedanu, međutim sam Masud Sad svoje rodno mesto poistovećuje sa Lahorem:
O Lahore, veseo bio, bez mene kako si?
Bez sunca svetloga, bez svetla kako si?

U nastavku ove kaside, obraćajući se Lahoru, sebe smatra dragim čedom Lahora:
Najednom se drago čedo od tebe rastade,
s bolom njegovim, u kukanju i žaljenju – kako si?‍:pp. 223−224.

## Život
Njegov otac je radio u gaznevidskom divanu u odeljenju za preračunavanje dažbina, što je bio veliki položaj, pa je verovatno zbog dvorskog respekta koji je uvažavao, otišao u Lahor, gde će mu se roditi dete po imenu Masud. Masud se rodio 1048. godine.‍:pp. 530. Nametnuo se kao pesnik za vreme sultana Ibrahima Gaznevidskog (1058–1098), a upravo će se on rasrditi na svoga sina Sejfu-davlea, skloniti ga sa položaja 1102, ili po Čahar makaleu 1079, te po dr Safau 1087. godine, i oterati ga, zajedno sa njegovim pristalicama, u zatvor. Jedan od pratilaca smenjenog Sejfu-davlea bio je pesnik Masud Sad koji je odveden u sužanjstvo, nakon što je na njega bačena potvora, i proveo je sedam godina u kuli po imenu Su, pa još tri godine u kuli Naj:
Sedam godina me uništavahu Su i Dehak,
posle toga mi – još tri godine kula Naj....

U zatvoru u Naju je sročio najpoznatije persijske habsije, u koje spada i ova kasida:
Baš ko Naj sam bedan od ovoga bednog Naja,
niko sreće ne ugleda nikad u bednoga Naja...

Najverovatnije da je ovaj zatvor bio smešten u zgražavajuće okruženje, budući da su se u njemu držali zatvorenici koji su bili uključeni u političke afere u doba Gaznavida; Masud je, u vezi s tim, govorio da se ni povetarac, niti severac nisu usuđivali da priđu blizu tog zatvora. Po izlasku na slobodu, Masud Sad je jedno vreme sastavljao panegirike Abu Nasru Parsiju, jednom od poznatih autoriteta na gaznevidskom dvoru u Indiji, prijateljski odnosi sa kim su mu pomogli da se domogne vlasti u Čalandaru ili Džalhandaru u okolini Lahora. Na njegovu nesreću, suverenova srdžba se sručila i na Abu Nasra Parsija, pa je i on odveden u zatvor, a zajedno sa njim, ponovo i Masud; pritom, opljačkan mu je i sav imetak. Kasnije, jednom se lično na njega razljutio sultan, najverovatnije da je razlog tome bila jedna kasida u kojoj je Masud prezirao divanske poslove, i strpao ga je u zatvor u Marandžu. Tamo je okušao sužanjstvo osam godina da bi se, naposle, posredstvom izvesnog emira, otarasio zatvora 1106. godine. Tada je on već imao negde oko šezdeset i dve godine i osećao je duboku iznurenost, istrošenost i starost, na koje se i sam osvrće u rečima:
Ko češagija mi beše jetra, sve bodlja do bodlje od tuge,
što od kose svoje videh bodlje sve bele na ramenu.

Kad je ovaj put izašao iz zatvora, postavljen je da radi u gaznevidskom Dar al-kutubu (biblioteka) pa mu je tu smrt došla 1121. godine.‍:pp. 223–225.

## Dela
Njegov značaj se nameće u ustanovljavanju stilskog komponovanja zatvorskih elegija (habsijat), što je u persijskoj pesmi predstavljalo novinu. On je većinu svojih pesama sastavljao u zatvoru i to se moralo odraziti u vidu ozbiljne prisutnosti emocija i simpatija u njegovim pesmama, koje se, po svuda briljantno manifestuju; a jedva se mogla, u XII veku, pronaći pesma u kojoj bi se pesnik tako uvijao u dubine svoje nutrine. U njegove kaside je odveć utisnut epski tenor, pa on proslavlja pobedu čak i onda kada je u zatvoru. Nadalje, u njegovoj pesmi su se ponavljanja i inovativne paralele u ritmu razvili kao osobenosti njegovog ličnog stila koji nije prevideo ni prefinjena upoređenja ili razne metafore.‍:pp. 124. Učiniće nam se da je uticaj Masudove retorike neprevaziđen i da čitaoca, katkad najednom, počne da prožima saosećajnost, jednodušnost. Njegove kaside, zato što u sebi nose znakove gazela iz nadolazećih razdoblja, kombinacija su epike i emocije.‍:pp. 115–116.
Masudov divan sadrži 303 kaside, koje je u okviru divana po prvi put prikupio izvrsni teozof i pesnik Sanai. U njegovim kasidama se, uglavnom, razvijaju panegirici, premda se može pored njih naići, takođe, na autobiografske pokaze, pa na tugovaljke, mudre pouke i savete. On usred svojih kasida opisuje svoje stanje, te govori o zatvoru, mukama i tuzi. Opisi koje on donosi o zatvoru možda su najbolji opisi koje je persijska pesma mogla ikada da privije. On je, zapravo, osoba koja je sve to dodirivala, koja je sve to proživljavala; zato je njegova pesnička simpatija prožimana iskustvima bogatim do te mere da se slične pesme koje su nastajale čak i na Zapadu, nipošto, neće moći porediti sa njegovim zatvroskim elegijama. Čak ni pesma The prisoner of Chillon (Zatočenik iz Šilona), koju je spevao istaknuti engleski pesnik Bajron (Byron), premda je izuzetno prodorna i suptilna, nikako neće povrediti onu besprimetnost Masudove pesme.‍:pp. 299–300. U fundamentalnom jezgru Masudovih habsijata umešani su koncepti vezani za bol i muku. Tek će u ovakvim pesmama ono istinsko pesnikovo „ja“ dobiti priliku da ispliva. Onaj društveni rang će se pokazati čak i u njegovim poetskim slikovitim prikazima; u vezi sa tim treba napomenuti da se usred njegovih slikovitih iskaza, premda su oni, u najviše slučajeva, ustaljeni i razbaštinjeni od bilo kakve poetske dinamike, posebno kada se u pesmi biva usredsređivano na principe iz prirode – u razotkrivanju simpatičkih ostvarenja, najednom nameće njihova posve izvanredna jačina. Uticaj indijske sredine nije se odrazio u njegovim pesmama, znači da one nisu zadobile aromu one posebne klime, osim u slučaju retko prizivanih reči iz sanskrita koje u njegovoj pesmi jedino mogu podsećati na onamošnju sredinu. Nasuprot tome, filozofska i naučna, posebno astronomska aroma se može, barem u nekim slučajevima, prevideti. Njegova propovedanja, takođe, u svojim zatvorskim elegijama, prirodi i stvarima, odista su bez premca. Shodno tome, u njegovim pesmama su posvuda osmišljavane apstraktne i transcendentne dimenzije, koje će nam predočavati pesme slavnog maestra rubaija Hajama. Evo nekoliko početnih distihona iz njegovih poznatih kasida:
Sinoć ka površini one kupole zelene
ostaše uperena ova dva oka moja namerno.
Dokad srce iznureno u pretpostavke da vežem,
prestup koji počinim ovome ili оnome pripisujem.
Od učinka svoga sopstva stidim se ja,
za drugu stazu osim pokajanja ne znam.
Sinoć si govorio o tamnini noći moje
da je uvojak crnooke i misao Ahrimana.
O ti što si trpio hladnoću i vrućinu vremena,
što si kušao slatkoću i gorčinu vremena....
Vičem iz srca ko i grlo moje u tvrđavi Naj,
uvenu mi odvažnost moja u ovom visokom mestu.‍:pp. 225–227.